# Neoloxotaenia fasciata
Neoloxotaenia fasciata är en tvåvingeart som först beskrevs av de Meijere 1913.  Neoloxotaenia fasciata ingår i släktet Neoloxotaenia och familjen fritflugor. Inga underarter finns listade i Catalogue of Life.